# Cabut de Carabaya
El cabut de Carabaya (Eubucco tucinkae) és una espècie d'ocell de la família dels capitònids (Capitonidae) que habita el sud-oest de l'Amazònia, a Bolívia, el Perú i zona propera del Brasil.